# Gerd Nagel
Gerd Nagel (* 22. října 1957 Sulingen, Dolní Sasko) je bývalý německý atlet, jehož specializací byl skok do výšky.

## Kariéra
V roce 1982 získal bronzovou medaili na evropském šampionátu v Athénách. O rok později se stal v Budapešti halovým vicemistrem Evropy, když ve finále nestačil jen na Carlo Thränhardta. V témže roce se stal vítězem výškařského mítinku v Eberstadtu. Reprezentoval na letních olympijských hrách v Los Angeles 1984, kde však neprošel kvalifikací. Na Mistrovství světa v atletice 1987 v Římě skončil na čtrnáctém místě (220 cm). Poslední výrazný úspěch zaznamenal na halovém ME v roce 1990 ve skotském Glasgow, kde vybojoval společně s Dietmarem Mögenburgem bronzovou medaili.

### Univerziáda
První úspěch zaznamenal v roce 1979 na světové letní univerziádě v Ciudad de México, kde získal zlatou medaili. Na následující univerziádě v Bukurešti 1981 a v roce 1985 v japonském Kóbe vybojoval bronzové medaile.

## Osobní rekordy
- Hala - (236 cm - 17. března 1989, Sulingen)
- Venku - (235 cm - 7. srpna 1988, Forbach)